# جاكي ريمر
جاكي ريمر (بالإنجليزية: Jackie Rimmer)‏ (15 مارس 1910 في المملكة المتحدة - 1989) هو لاعب كرة قدم بريطاني (وحمل سابقاً جنسية المملكة المتحدة لبريطانيا العظمى وأيرلندا) في مركز جناح ‏. لعب مع بولتون واندررز ونادي بيرنلي ونادي ريدنغ ونادي ساوثبورت.